# 我的生活 (托洛茨基)

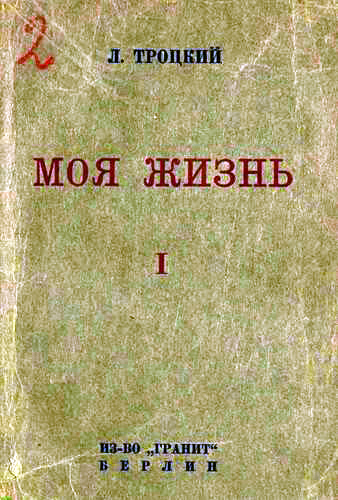
《我的生活——托洛茨基自传》2005年版本封面

我的生活：自传经历又称我的生平，是俄國社會民主工黨（布爾什維克）領袖之一的列夫·托洛茨基（1879-1940）所著的自传，首次在1930年发表，同時是托洛茨基在土耳其流亡的第一年，整篇包含了他的年輕時期、1905年和1917年的革命、俄國內戰到與史達林主義和官僚主義的爭鬥，最終被斯大林驅逐出蘇聯共產黨。此书已被翻译成多國语言。